# Face Value (film 1914)
Face Value è un cortometraggio muto del 1914 diretto da George Lessey.

## Produzione
Il film fu prodotto dalla Edison Company.

## Distribuzione
Distribuito dalla General Film Company, il film - un cortometraggio in due bobine - uscì nelle sale cinematografiche degli Stati Uniti l'11 settembre 1914.